# Syneches dichrous
Syneches dichrous är en tvåvingeart som beskrevs av Mario Bezzi 1909. Syneches dichrous ingår i släktet Syneches och familjen puckeldansflugor. Inga underarter finns listade i Catalogue of Life.